# 마다가스카르자이언트쥐속
마다가스카르자이언트쥐속(Hypogeomys)은 쥐아목 붉은숲쥐과에 속하는 설치류 속이다. 마다가스카르섬에서 발견된다. 현존하는 유일종, 마다가스카르자이언트쥐(Hypogeomys antimena)는 현재 멸종위기종으로 제한된 지역에서 서식한다. 다른 종은 수천년 전의 반화석으로 알려져 있는 히포게오미스 아우스트랄리스(Hypogeomys australis)이다. 마다가스카르자이언트쥐의 몸길이는 33cm로 마다가스카르의 가장 큰 설치류이고, 아우스트랄리스는 약간 더 큰 것으로 추정된다.

## 하위 종
- 마다가스카르자이언트쥐 (Hypogeomys antimena)
- † 히포게오미스 아우스트랄리스 (Hypogeomys australis)